# ラビット番長
ラビット番長(ラビットばんちょう)は、東京都調布市に本拠を置く日本の劇団である。

## 概要
2006年、井保三兎のオリジナル作品を上演することを目的に「演劇制作体V-NET」所属メンバーの西川智宏、大川内延公、門地ジル子らを中心に結成された。同年10月、旗揚げ公演「君が生きるために僕ができること」を阿佐ヶ谷のアートシアターかもめ座にて上演。以降、定期的に本公演を行なっている。主宰の井保三兎は訪問介護員養成研修２級課程修了資格(ヘルパー2級)を持っており、介護士として在宅介護７年、特別養護老人ホームで3年勤務した経験を元に2010年から特別養護老人ホームを舞台にした「ギンノキヲク」シリーズを上演し続けている。

## 劇団員
主宰：井保三兎、西川智宏、大川内延公、野崎保、渡辺あつし ((株)ALBA)、江崎香澄、高橋杏奈、金田央、宇田川佳寿記、門地ジル子。制作：五十嵐玲奈

## 主な客演者
肝付兼太、柴田時江、田野聖子、乃下未帆(VIC:CESS)、山本正剛(BAN BAN BAN)、千代將太、木田健太、吉村和紘、出口亜梨沙、石橋陽彩　ほか

## 主な受賞歴
- 2009年1月「きみとぼくのあしあと｣ ：グリーンフェスタBASE THEATER[1]
- 2010年9月「ギンノキヲク」：第22回池袋演劇祭大賞[2]
- 2011年9月「消える魔球」：第23回池袋演劇祭大賞[3]
- 2013年9月
  - 「ギンノキヲク2｣ ：グリーンフェスタBASE THEATER賞[4]
  - 「ギンノキヲク3」：第25回池袋演劇祭豊島区長賞[5]・CM大会サンシャイン特別賞[6]
- 2014年2月「天召し-テンメシ-」：グリーンフェスタGREEN FESTA賞[7]
- 2014年9月「ギンノキヲク FINAL」：第26回池袋演劇祭優秀賞[8]・CM大会優秀賞[9]
- 2016年3月「成り果て」：グリーンフェスタGREEN FESTA賞[10]
- 2016年9月「天召し-テンメシ-」（再演）： 第28回池袋演劇祭優秀賞[11]
- 2017年9月「成り果て」（再演）: 第29回池袋演劇祭大賞[12]
- 2018年3月「カチナシ！」：グリーンフェスタBASE THEATER賞[13]
- 2018年9月
  - 「ギンノベースボール」：第30回池袋演劇祭・CM大会優秀賞[14]
  - 「ギンノキヲク（福祉フェスVer.）」第30回池袋演劇祭（第29回大賞の招待公演）・CM大会優秀賞[15][16]